# هدایت‌الله خادمی
هدایت‌الله خادمی (زاده ۱ مهر ۱۳۳۸ ایذه) سیاستمدار و مدیر اجرایی ایرانی است، که در مجلس دهم بعنوان نماینده ایذه و باغملک، از استان خوزستان در مجلس شورای اسلامی حضور داشت و از اعضای کمیسیون انرژی مجلس بود. 
خادمی دانش‌آموخته کارشناسی مهندسی مکانیک از دانشگاه بنگلور است و فعالیت شغلی خود را از سال ۱۳۶۴ در گروه ملی صنعتی فولاد ایران آغاز کرد. وی از سال ۱۳۶۷ به شرکت ملی حفاری ایران پیوست و در فاصله سال‌های ۱۳۸۷ تا ۱۳۹۴ مدیرعامل شرکت حفاری شمال بود. وی هم‌اکنون به‌عنوان رئیس هیئت مدیره شرکت عملیات اکتشاف نفت ایران فعالیت می‌کند.

## زندگی‌نامه
هدایت‌الله خادمی در ۱ مهرماه سال ۱۳۳۸ در شهر ایذه، استان خوزستان زاده شد. دوران کودکی و نوجوانی تا دریافت دیپلم متوسطه را در این شهر سپری نمود، سپس برای ادامه تحصیل در دانشگاه بنگلور، به کشور هند نقل مکان کرد. 
وی دارای مدرک کارشناسی مهندسی مکانیک از دانشگاه بنگلور است. او از سال ۱۳۶۴ فعالیت در گروه ملی صنعتی فولاد اهواز را آغاز کرد و از سال ۱۳۶۷ نیز در شرکت ملی حفاری ایران (از شرکت‌های فرعی شرکت ملی نفت ایران) فعالیت خود را ادامه داد. وی تا سال ۱۳۸۸ در این شرکت فعالیت نمود و آخرین سمت او، معاون مدیرعامل در امور مهندسی بود. در سال ۱۳۸۸ بعنوان مدیرعامل شرکت حفاری شمال منصوب شد و تا سال ۱۳۹۴ برای مدت بیش از ۶ سال، عهده‌دار این سمت بود.

## سوابق اجرایی
- شرکت ملی حفاری ایران:
  - رئیس اداره کل تعمیرات
  - رئیس اداره مهندسی و برنامه‌ریزی
  - مدیر امور مهندسی
  - معاون مدیرعامل
  - عضو هیئت مدیره
- مدیرعامل شرکت حفاری شمال

## مجلس دهم
خادمی در انتخابات دوره دهم مجلس شورای اسلامی، با کسب ۷۲٬۸۳۸ رای، از مجموع ۱۳۱٬۴۱۹ رای، معادل ۵۵٪ از آرا را به خود اختصاص داد و در دور دوم، به مجلس راه پیدا کرد.

## مجلس یازدهم
خادمی در انتخابات دوره یازدهم مجلس شورای اسلامی نیز از حوزه ایذه و باغملک در استان خوزستان کاندید شد، ولی با کسب تعداد کمی از آراء در این حوزه، چهارم شد. وی با ارائه چند کلیپ از تقلب در انتخابات، به شورای نگهبان نسبت به نتیجه اعتراض نمود.

## حقوق نجومی
طبق افشاگری روابط عمومی وزارت نفت، هدایت‌الله خادمی ماهانه ۲۷ میلیون تومان حقوق از شرکت ملی نفت ایران دریافت می‌کند. خادمی در واکنش به ادعای دریافت حقوق ۲۷ میلیون تومانی از زیرمجموعه‌های وزارت نفت، گفت: 
بنده ۳۱ سال سابقه در وزارت نفت دارم و رتبه کاری من اُوِر دی است و وزارت نفت بر اساس رتبه کاری، حقوق بنده را می‌پردازد.